# Acanthurus guttatus
Acanthurus guttatus är en fiskart som beskrevs av Forster, 1801. Acanthurus guttatus ingår i släktet Acanthurus och familjen Acanthuridae. IUCN kategoriserar arten globalt som livskraftig. Inga underarter finns listade i Catalogue of Life.

## Bildgalleri

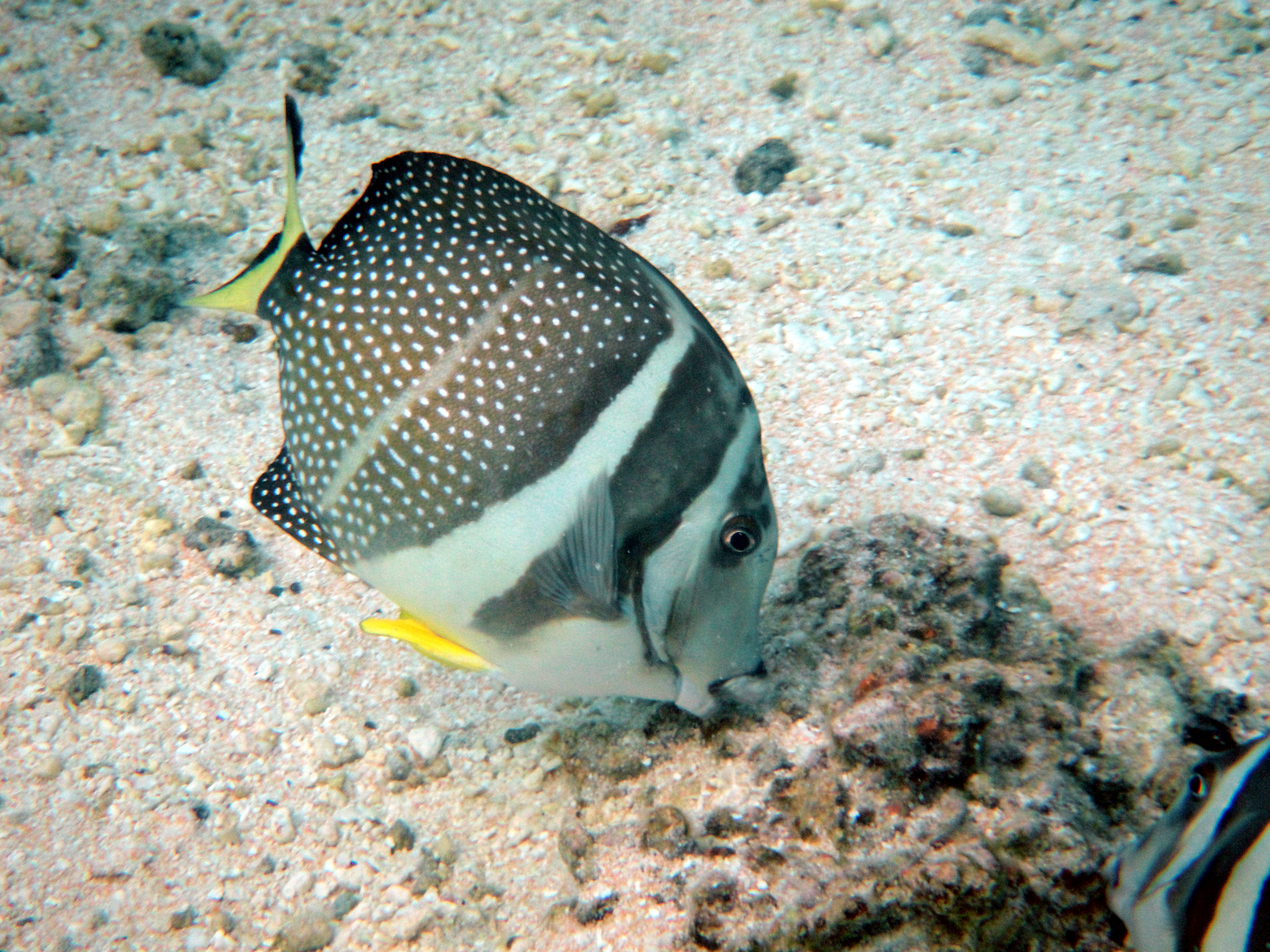
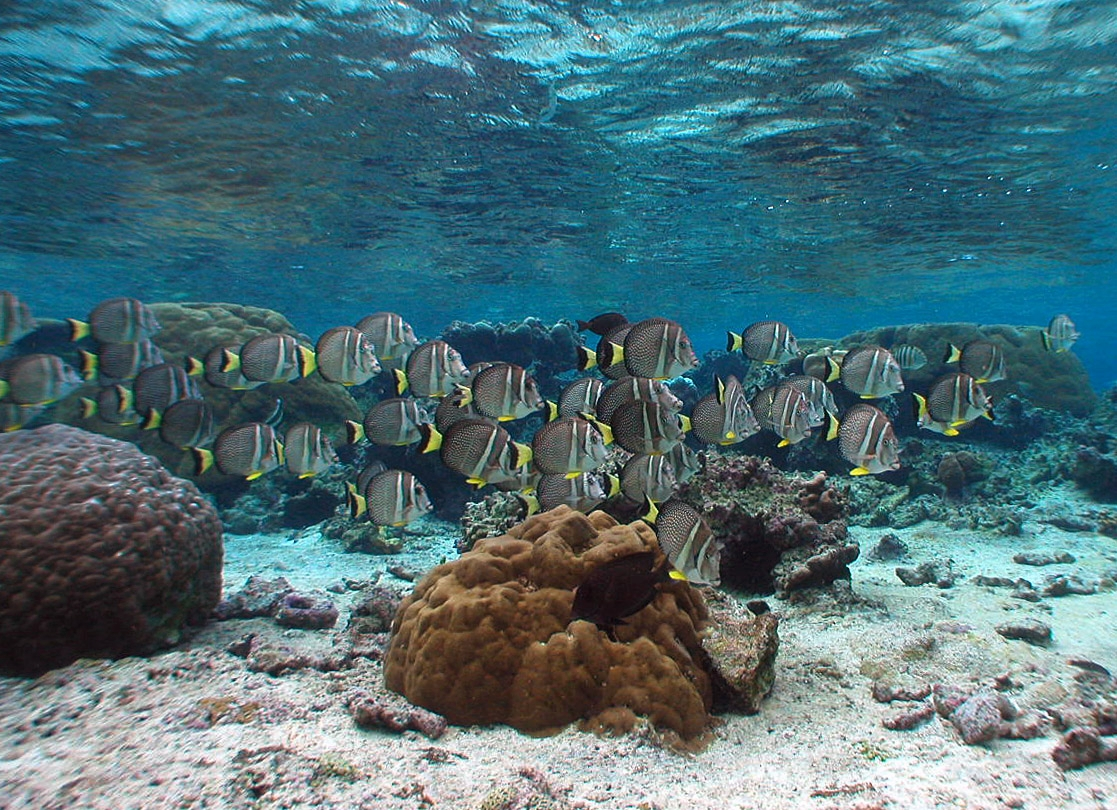
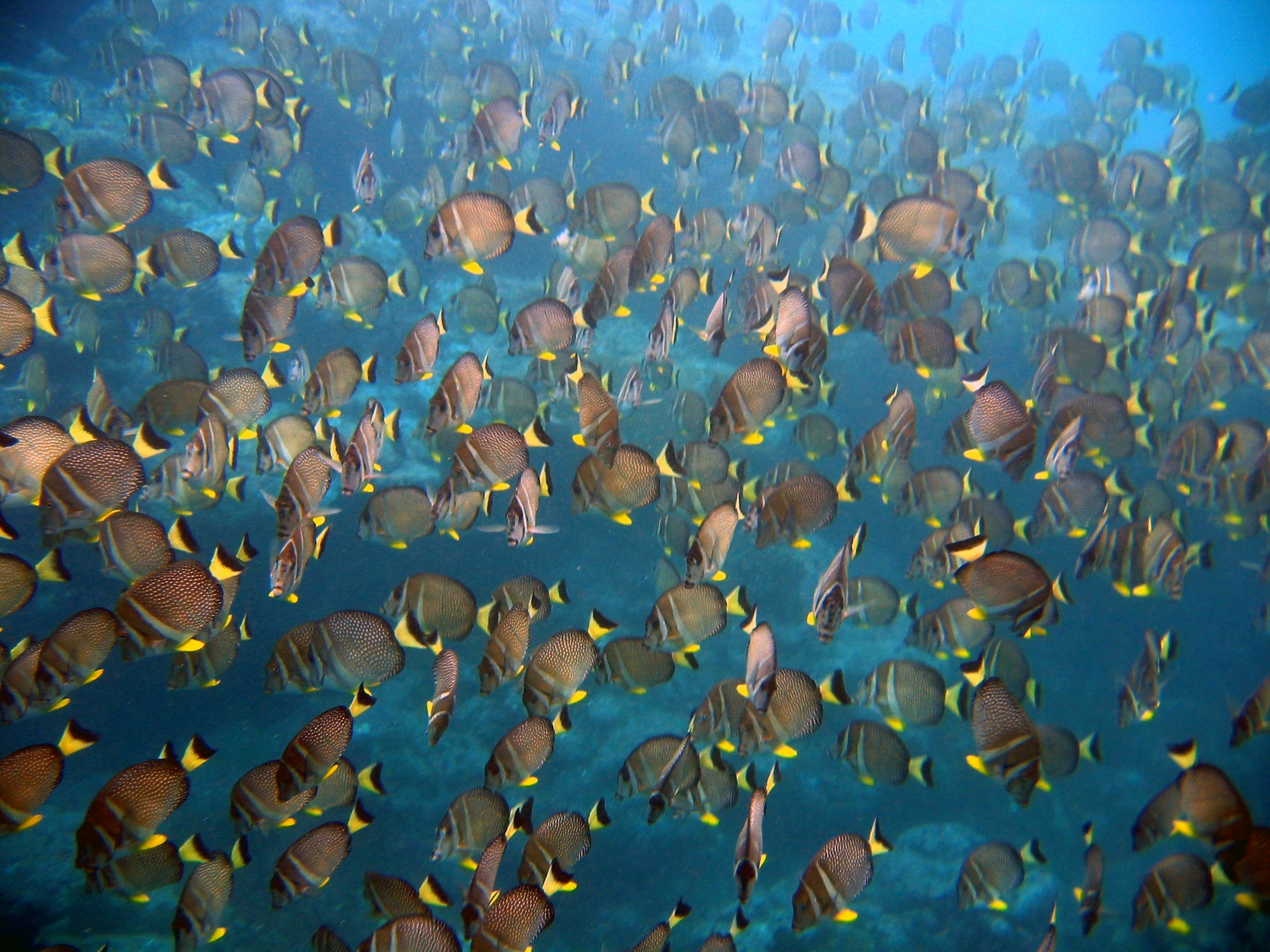
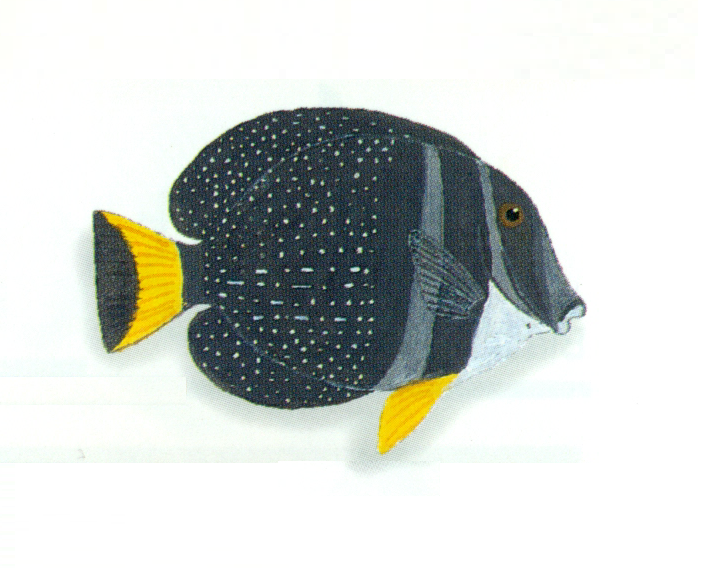